# Nitya
Nitya (Hindi: नित्या, नित्य) ist ein weiblicher und männlicher Vorname.

## Herkunft und Bedeutung
Der Name bedeutet in Sanskrit immer/ewig. Er ist eine Transkription der weiblichen Form नित्या – ein Beiname der hinduistischen Göttin Durga – und der männlichen Form नित्य. h.

## Bekannte Namensträger

### Weiblich
- Nitya Krishinda Maheswari (* 1988), indonesische Badmintonspielerin

### Männlich
- Nitya Pibulsonggram (1941–2014), thailändischer Diplomat
- Nitya Vejjavisit, thailändischer Chirurg